# Boehmeria ourantha
Boehmeria ourantha är en nässelväxtart som beskrevs av Friedrich Anton Wilhelm Miquel. Boehmeria ourantha ingår i släktet Boehmeria och familjen nässelväxter. Inga underarter finns listade i Catalogue of Life.